# Hispaniolapalmkråka
Hispaniolapalmkråka (Corvus palmarum) är en fågel i familjen kråkfåglar inom ordningen tättingar. Den förekommer enbart på ön Hispaniola i Västindien.

## Utseende och läte
Hispaniolapalmkråkan är en rätt liten (34–38 cm) helsvart kråka. Näbben är förhållandevis kraftig med ordentlig befjädrad ovansida. Hispaniolakråkan har längre näbb med mindre befjädring ovan. Den är vidare något större och har röda, ej mörka ögon. Hispaniolapalmkråkan har ett rakt och hårt "raaah" som läte, avvikande från hispaniolakråkan.
Kubapalmkråka, ofta behandlad som underart till palmarum, är något mindre och mattare färgad än hispaniolapalmkråkan och hanen har också något längre tarser men kortare näbb. Lätena är mycket lika, kubapalmkråkans dock lite mindre vibrerande.

## Utbredning och systematik
Hispaniolapalmkråka förekommer som namnet antyder på Hispaniola. Den och kubapalmkråka (C. minutus) betraktas ofta som samma art, Corvus palmarum, bland annat av IUCN och BirdLife International. International Ornithological Congress (IOC) med flera urskiljer den dock som egen art och denna linje följs här. Båda palmkråkorna står nära nordamerikanska fiskkråkan.

## Levnadssätt
Hispaniolapalmkråkan hittas i tallskogar, arida buskmarker och höglänt terräng, ofta på högre höjder (1300–1900 meters höjd) där tallar blandas med spridda lundar och majsodling på branta slätter. Den kan också ses i låglänta skogar, sumpskogar, torra slätter och beskogade raviner. Liksom många andra kråkfåglar är den en allätare som kan ta ryggradslösa djur, små ryggradsdjur som ödlor och frukt. Den har dock inte noterats ta as. Fågeln födosöker i träd och på marken i par och smågrupper med upp till 20 individer, exceptionellt upp till 200.

## Status
IUCN kategoriserar arten som livskraftig men inkluderar då även palmarum i bedömningen. På Hispaniola är arten inte ovanlig, men är huvudsakligen begränsad till skogsområden. Tidigare var den mycket vanlig, men utbredningsområdet och beståndet har minskat till följd av skogsavverkningar, framför allt i Haiti. För statusen på Kuba, se artikeln om kubapalmkråkan.